# Burg Ipf
Die Burg Ipf ist eine abgegangene Burg in der Gegend von Enns im Bezirk Linz-Land in Oberösterreich.

## Lage

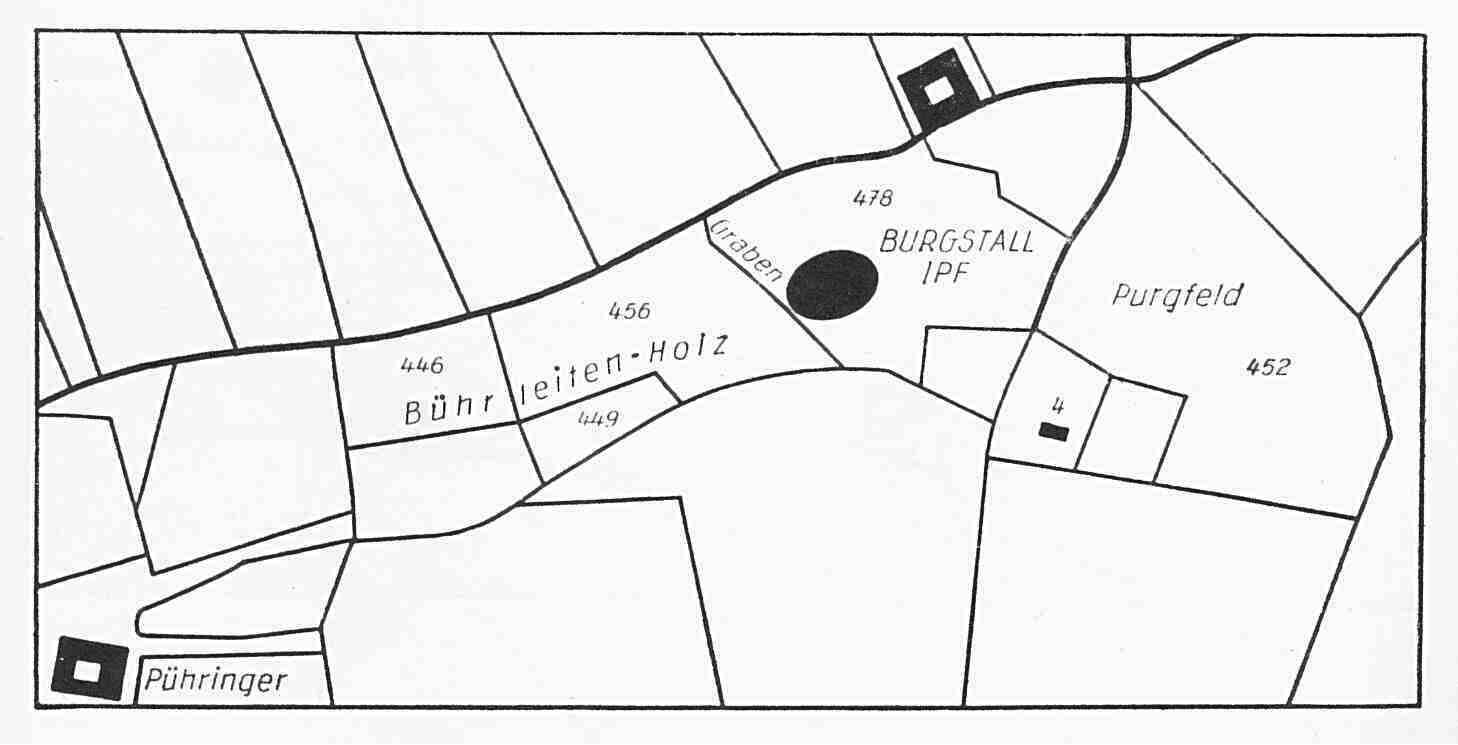
Lageskizze der Burg Ipf des Heimatforschers Franz Brosch

Die Burg lag nach einer Vermutung südwestlich des Ortes Kristein, heute ein Stadtteil von Enns, am Kristeinerbach (früherer Name Kleiner Ipfbach). Nach einer zweiten Vermutung dürfte der gesuchte Sitz bei der Ortschaft Ipfdorf in der Katastralgemeinde Raffelstetten von Asten zu lokalisieren sein; hier konnte eine hausbergartige Anlage festgestellt werden, die allerdings mittlerweile eingeebnet wurde. Eine dritte Möglichkeit verweist auf die Ipfmühle sowie das benachbarte Anwesen Mayer in der Ipf in der Gemeinde Hargelsberg.
Burg Ipf ist bereits im 13. Jahrhundert verlassen worden.

## Das Geschlecht der Herren von Ipf
Die Herren von Ipf zählten zu den ältesten Geschlechtern im Lande ob der Enns. Hiltiperht de Ipphe erscheint 1112 als erster in einer Urkunde des Bischofs Ulrich von Passau. Weitere Mitglieder der Familie Ipf sind Perhtoldus de Ipfe (urkundlich zwischen 1120 und 1128 nachweisbar), Gerhoch de Iphe (1120–1135), Meinhart der Ippha (1137–1160) und Udalrich de Ippha (1137–1170). Udalrich und seine Mutter Hiltegardis schenkten dem Kloster Garsten mehrere Güter von Ipfdorf bei Asten. Bruno de Ipphe (Yphe) scheint als letzter dieses Geschlechts zwischen 1179 und 1200 auf.
Die Ipfer erscheinen zwar zumeist auf Urkunden des Bistums Passau auf, doch werden sie auch als Ministeriale der Markgrafen von Steyr und der Herzöge von Bayern genannt.

## Ipf unter den Zierbergern und Lohnstorfern
Der letztgenannte Bruno de Ipphe wird mit dem Bruno von Zierberg (Pruno de Zierberch) gleichgesetzt. Sein Bruder Warmund von Zierberg (ab 1180 genannt) scheint nur mehr auf Zierberg gelebt zu haben. 1195 wird dieser Warmundus de Cierberhe gemeinsam mit Otto von Ro(h)r mit dem Ehrentitel Dominus benannt, als Herzog Ludwig von Bayern im heutigen Bad Hall eine Schenkung nach Kloster Ranshofen bestätigt. Nach 1200 werden weder Bruno noch Warmund mehr erwähnt, könnten also um diese Zeit bereits verstorben sein. Erst 1224 wird ein Ulrich von Zierberg genannt und in einem Lehensbrief des Herzogs von Bayern als Sohn des Brunos von Zierberg bezeichnet. Dieser Ulrich war ein Dienstmann der Babenberger. Auf den Ulrich folgte auf Zierberg Meinhard Tröstel, ohne dass diese Abfolge verwandtschaftlich genau begründet werden könnte; vielleicht war aber dessen Frau Kunigunde (Chunigunde) die Erbtochter des Ulrich von Zierberg. Danach gelangte 1272 Ipf an den Siboto von Lonstorf, der dieses Erbe über seine Frau, die Erbtochter des Meinhard Tröstel und dessen erster Frau Kunigunde von Zierberg, angetreten hatte.
Es scheint so zu sein, dass nach Errichtung der Feste Zierberg der alte Sitz zu Ipf aufgelassen wurde und Burg Zierberg der Mittelpunkt der Besitzungen der Ipfer bzw. der späteren Zierberger und Lohnstorfer im Kremstal wurde.